# Durango, Colorado
Durango är en stad (city) i La Plata County i delstaten Colorado i USA. Durango är administrativ huvudort (county seat) i La Plata County. Staden grundades som järnvägsstation 1880. Staden är uppkallad efter Durango i Mexiko. På Navajo-språket heter staden Kinłání. Durango ligger nära minnesmärken som Mesa Verde National Park och indianreservaten i Four Corners. Det är också ändpunkt för den smalspåriga järnvägen Durango & Silverton Narrow Gauge Railroad, en museijärnväg som går till den historiska gruvstaden Silverton.